# Adobe PhoneGap
Ne doit pas être confondu avec Apache Cordova.
 (janvier 2015).
Adobe PhoneGap ou seulement PhoneGap est un framework destiné à faciliter la création d'applications mobiles pour différentes plateformes  - Android, iOS, Windows Phone. Développé par Adobe Systems, il est basé sur Apache Cordova et distribué sous licence open-source.
Les applications qui en résultent sont hybrides, ce qui signifie qu'elles ne sont ni vraiment natives, ni purement basées sur les langages HTML, CSS et JavaScript.

## Histoire
PhoneGap est à l'origine un projet développé par Nitobi Software, puis par Adobe Systems à la suite du rachat de Nitobi par Adobe.
En 2011, Adobe donne le projet à la Fondation Apache, qui le renomme Apache Callback puis Apache Cordova.
À partir de là, PhoneGap change de but. Étant dorénavant basé sur Apache Cordova, il n'est plus question de développer la base du système, mais seulement des fonctionnalités autour (Comme Adobe PhoneGap Build).

## Support
Voici la liste des fonctionnalités par appareils supportés.
|                 | iPhone / iPhone 3G | iPhone 3GS and newer | Android | Blackberry OS 6.0+ | Blackberry 10 | WebOS | Windows Phone 7 + 8 | Symbian | Bada |
| --------------- | ------------------ | -------------------- | ------- | ------------------ | ------------- | ----- | ------------------- | ------- | ---- |
| Accéléromètre   | ✓                  | ✓                    | ✓       | ✓                  | ✓             | ✓     | ✓                   | ✓       | ✓    |
| Appareil photo  | ✓                  | ✓                    | ✓       | ✓                  | ✓             | ✓     | ✓                   | ✓       | ✓    |
| Boussole        | ✘                  | ✓                    | ✓       | ✘                  | ✓             | ✓     | ✓                   | ✘       | ✓    |
| Contacts        | ✓                  | ✓                    | ✓       | ✓                  | ✓             | ✘     | ✓                   | ✓       | ✓    |
| Fichiers        | ✓                  | ✓                    | ✓       | ✓                  | ✓             | ✘     | ✓                   | ✘       | ✘    |
| Géolocalisation | ✓                  | ✓                    | ✓       | ✓                  | ✓             | ✓     | ✓                   | ✓       | ✓    |
| Médias          | ✓                  | ✓                    | ✓       | ✘                  | ✓             | ✘     | ✓                   | ✘       | ✘    |
| Réseau          | ✓                  | ✓                    | ✓       | ✓                  | ✓             | ✓     | ✓                   | ✓       | ✓    |
| Notifications   | ✓                  | ✓                    | ✓       | ✓                  | ✓             | ✓     | ✓                   | ✓       | ✓    |
| Stockage        | ✓                  | ✓                    | ✓       | ✓                  | ✓             | ✓     | ✓                   | ✘       | ✘    |

## Adobe PhoneGap Build
Adobe PhoneGap Build est un service internet permettant la compilation d'applications pour les plates-formes Android, iOS et Windows Phone à partir d'un fichier ZIP ou de GitHub.
Il gère automatiquement, via le fichier config.xml, les plugins et leurs dépendances, la mise à jour de ceux-ci et du service ou encore la signature des différentes applications générées.
Adobe PhoneGap Build intègre également des outils de développement comme un système de travail collaboratif, de débogage ou de mises à jour automatiques de l'application.

## PhoneGap Developer App
PhoneGap Developer App est une suite logicielle composée d'un plugin pour NodeJS et d'une application mobile pour Android ou iOS, permettant l'aperçu immédiat des modifications apportées à l'application en cours de développement sur la plate-forme mobile.